# Chondrostereum himalaicum
Chondrostereum himalaicum är en svampart som först beskrevs av K.S. Thind & S.S. Rattan, och fick sitt nu gällande namn av S.S. Rattan 1977. Chondrostereum himalaicum ingår i släktet Chondrostereum och familjen Cyphellaceae.   Inga underarter finns listade i Catalogue of Life.